# یواس‌اس ماتابست (۱۸۶۳)
یواس‌اس ماتابست (۱۸۶۳) (به انگلیسی: USS Mattabesett (1863)) یک کشتی بود که طول آن ۲۰۵ فوت (۶۲ متر) بود. این کشتی در سال ۱۸۶۴ ساخته شد.